# إيفان مرشيتش
إيفان مرشيتش هو لاعب كرة قدم بوسني في مركز الدفاع، ولد في 24 يونيو 1991 في موستار في البوسنة والهرسك. لعب مع إنتر زابرشيتش ونادي لوكوموتيفا.

## وصلات خارجية
- إيفان مرشيتش على موقع قاعدة بيانات كرة القدم.إي يو (الإنجليزية)
- إيفان مرشيتش على موقع Soccerway.com (الإنجليزية)